# Montpol
Montpol es una entidad de población española del municipio de Lladurs, perteneciente a la provincia de Lérida, en la comunidad autónoma de Cataluña.

## Toponimia
El nombre del lugar puede encontrarse referido con las grafías Mompol y Montpol.

## Historia
Hacia mediados del siglo XIX, el lugar, por entonces con ayuntamiento propio, tenía contabilizada una población de 40 habitantes y estaba formado por 15 casas dispersas. La localidad aparece descrita en el decimoprimer volumen del Diccionario geográfico-estadístico-histórico de España y sus posesiones de Ultramar de Pascual Madoz de la siguiente manera:

MOMPOL: l. con ayunt. en la prov. de Lérida (15 1/4 leg.), part. jud. y dióc. de Solsona (2 3/4), aud. terr. y c. g. de Barcelona (22). sit. en terreno montuoso: clima templado propenso á las catarrales, y vientos N. y O. Se compone de 15 casas dispersas por el térm., una pequeña fuente, y varios pozos y balsas que abastacen de agua al vecindario; la igl. parr. (San Miguel) está sit. al O. en el sitio mas céntrico, y contigua á ella se halla la casa del párroco, el cual tiene obligacion de decir segunda misa en la capilla de San Esteban del manso de Coscollola, que se encuentra dentro de la jurisd. de este pueblo á una hora al O. El term.: confina por N. con los de Camhrils y Canalda (1 hora); E. el de Timoneda (1/2); S. el de Terrasola, la misma dist. ; y O. el de Valldar (1 1/4), comprende dentro de su circunferencia los mansos de Serentill, Porredor y Solanes, con una capilla en cada uno de ellos; hay otros varios caserios, tales como los de Roque y Torra que son los mas principales. El terreno es cortado, muy secano y la mayor parte de inferior calillad, atravesándole con direccion de E. á S. la ribera Salada sobre la cual cruza un puente de madera: tiene algunos montes de los que son los mas considerables los llamados Roca de Mompol y Sierra Larga; ambos al O. y medianamente poblados de pinos, robles y matorrales. Los caminos son de travesía para San Lorenzo de Moruñs y Solsona, en mal estado por la desidia de los pueblos: el conde de España hizo abrir uno en el año 1828 desde Oliana á San Lorenzo y Berga, bastante regular, para las aguas y los hielos y el abandono general del importante ramo de caminos transversales, ha reducido este á un estado casi intransitable: recibe la correspondencia de la adm. de Solsona por cuenta de los interesados. prod.: centeno, avena, legumbres, patatas, bellotas y poco vino malo; hay ganado lanar, cabrío y de cerda; caza de perdices, conejos y liebres, pescándose algun barbo en la rivera Salada. pobl.: 12 vec., 40 almas. riqueza imp. 29,396. rs. contr.: el 14'48 por 100 de esta riqueza.
(Madoz, 1848, p. 475)

En la actualidad pertenece al municipio de Lladurs. En 2022, la entidad singular de población tenía empadronados 41 habitantes.

## Patrimonio
En el lugar hay una iglesia bajo la advocación de San Miguel.